# Pachydactylus scherzi
Pachydactylus scherzi este o specie de șopârle din genul Pachydactylus, familia Gekkonidae, descrisă de Mertens 1954. Conform Catalogue of Life specia Pachydactylus scherzi nu are subspecii cunoscute.